# 14046 Keikai
14046 Keikai è un asteroide della fascia principale. Scoperto nel 1995, presenta un'orbita caratterizzata da un semiasse maggiore pari a 2,2776762 au e da un'eccentricità di 0,1120936, inclinata di 5,73776° rispetto all'eclittica.
L'asteroide è dedicato alla montagna Keikai, situata nella Prefettura di Yamagata.